# Ritratto di Varvara Ivanovna Ladomirsky
Il Ritratto di Varvara Ivanovna Ladomirsky (in francese: Varvara Ivanovna Narichkine o Varvara Ivanovna Ladomirskaïa; in inglese: Varvara Ivanovna Ladomirskaya o Varvara Ivanovna Narishkine) è un dipinto realizzato nel 1800 dalla pittrice francese Élisabeth Vigée Le Brun. L'opera si trova, dal suo acquisto nel 1963, al museo d'arte della città di Columbus, nell'Ohio, negli Stati Uniti d'America.

## Descrizione
Questo dipinto a olio su tela è il ritratto di Varvara Ivanovna Naryškina (di cui "Narichkine" è la traslitterazione francese della forma maschile del cognome), una giovane appartenente alla nobiltà russa, il cui cognome da nubile era Ladomirskaja (di cui "Ladomirsky" è sia la traslitterazione francese che quella anglosassone della forma maschile del cognome). L'opera fu dipinta a Mosca per la madre di Varvara Ivanovna, che era un'amica di Vigée Le Brun. Varvara Naryškina era la figlia illegittima del nobile Ivan Nikolaevič Rimskij-Korsakov e della contessa Stroganova, che aveva lasciato il marito per un altro amante. Dal suo matrimonio con Ivan Dmitrievič Naryškin discenderanno le nobildonne russe Tat'jana Aleksandrovna Ribaupierre e Zinaida Nikolaevna Jusupova.
L'effigiata, allora quindicenne, è ritratta dal busto in su e indossa un costume greco, in quanto la moda dell'epoca si rifaceva a quella dell'antichità: ella indossa una camicia bianca neoclassica e, sopra, una stola rossa retta da una spilla sopra la sua spalla sinistra. Ha inoltre una fascia rossa tra i capelli e una collana del medesimo colore. Una corda cinge il vestito sotto i seni, alla stessa altezza del braccialetto dorato sul suo braccio. Lo sfondo è costituito da un cielo pieno di nuvole grigiastre.